# La leona (película de 1964)
La leona es una película filmada en colores coproducción de Argentina y Brasil dirigida por Armando Bó según su propio guion que se estrenó el 17 de septiembre de 1964 y que tuvo como protagonistas a Armando Bó, Santiago Gómez Cou, Menezes Monsueto y  Adalberto Silva.

## Sinopsis
Un empresario millonario debe afrontar simultáneamente el secuestro de su mujer y un reclamo de sus obreros

## Reparto
- Isabel Sarli
- Armando Bó
- Santiago Gómez Cou
- Menezes Monsueto
- Adalberto Silva
- Gilberto Sierra
- Mónica Grey
- Arnaldo Montel
- José Menezes

## Comentarios
Clarín dijo:

”Isabel Sarli…esta vez víctima de una encarnizada lucha gremial.”

La Nación opinó:

”Un film local de poco valor y donde los intérpretes no tienen posibilidad de lucimiento dada la debilidad de la historia.”

Por su parte, Manrupe y Portela escriben:

”Entre los films menos vistos del dúo, en su etapa latinoamericana y repitiendo el esquema mujer.tentación/hombre-fiera.”